# Latisemenia longshania
Latisemenia longshania Wang et al., 2015 è una pianta estinta, appartenente alle spermatofite. Visse nel Devoniano superiore (Famenniano, circa 360 milioni di anni fa) e i suoi resti fossili sono stati ritrovati in Cina. È considerata una delle più antiche piante con semi.

## Descrizione
Questa pianta era dotata di un asse fertile che portava un ovulo terminale e due ovuli opposti. Le cupule erano dotate di un unico ovulo e consistevano di alcuni segmenti liberi. I segmenti della cupula dell'ovulo terminale erano cinque, a forma di cuneo allungato e di circa tre quindi della lunghezza dell'ovulo; quelli degli ovuli non terminali erano almeno tre. Gli ovuli erano di forma ovale, simmetrici radialmente e dotati di quattro lobi integumentari appiattiti e fusi per metà o due terzi della lunghezza totale dell'ovulo. Con l'eccezione dell'apice, il nucellus aderiva alla parte fusa dell'integumento. L'apice nucellare era ben al di sotto della punta dei lobi integumentari. Sono note anche pinnule associate (ma non attaccate) dalla struttura laminata e simile a quelle di Sphenopteris, con margine intero o lobato.

## Classificazione e importanza dei fossili
Latisemenia longshania venne descritta per la prima volta nel 2015, sulla base di fossili ritrovati nella provincia di Zhejiang (Cina) in terreni risalenti al Famenniano (Devoniano superiore). Latisemenia è la prima pianta con ovuli sostenuti sul lato dell'asse fertile, e potrebbe anticipare le diverse disposizioni degli ovuli che si rinvengono tra i vari gruppi di piante con semi più recenti, dal Carbonifero in avanti. Latisemenia mostra caratteristiche derivate sia negli ovuli che nelle cupule, e la forma e la fusione dei lobi integumentari suggeriscono una pollinazione effettiva, così come una protezione del nucellus. Un'altra pianta con seme del Devoniano cinese è Cosmosperma.